# Pastena
Pastena és un comune (municipi) de la província de Frosinone, a la regió italiana del Laci, situat a uns 90 km al sud-est de Roma i a uns 20 km al sud-est de Frosinone.
Pastena limita amb els municipis de Castro dei Volsci, Falvaterra, Lenola, Pico i San Giovanni Incarico.
A 1 de gener de 2019 tenia 1.377 habitants.